# Noteroclada leucorhiza
Noteroclada leucorhiza là một loài rêu trong họ Pelliaceae. Loài này được Spruce mô tả khoa học đầu tiên năm 1885.